# Povl Valeur
Povl Valeur (27. marts 1895 i Randers – 22. september 1968) var en dansk kreditforeningsdirektør.
Han var søn af birkedommer Carl Valeur og hustru Cæcilie f. Høyer-Møller, blev student fra Østre Borgerdydskole 1913, cand. jur. 1920, fg. sekretær i Indenrigsministeriet 1920, udnævnt 1924, tillige civildommerfuldmægtig i Københavns Amts nordre birk 1922-32, hvor hans far også havde haft sin gang. Han blev adm. direktør for Jydsk Land-Hypothekførening i Århus 1932 og var dernæst adm. direktør for Den vest- og sønderjydske Kreditforening i Ringkjøbing fra 1932 indtil sin død. 
Han var i en længere årrække indtil sin død formand for kreditforeningernes stående udvalg. Ved sin død var han Kommandør af Dannebrog.
Han blev gift 2. januar 1933 med Kirsten Hansen (16. juni 1911 i København -), datter af sporemager H.P. Hansen og hustru f. Røssel.